# Estádio João da Silva Moreira
O Estádio João da Silva Moreira, conhecido como Parque Lami, é um estádio de futebol localizado na zona sul da cidade de Porto Alegre, capital do estado do Rio Grande do Sul, pertence ao Monsoon Futebol Clube  e tem capacidade para 1.500 pessoas.
O nome foi dado em homenagem ao pai de Assis Moreira, irmão de Ronaldinho gaúcho e atual presidente e também proprietário do clube.